# Distephanus glutinosus
Distephanus glutinosus là một loài thực vật có hoa trong họ Cúc. Loài này được (DC.) H.Rob. & B.Kahn mô tả khoa học đầu tiên năm 1986.